# Ahmadijja (Syria)
Ahmadijja (arab. أحمدية) – wieś w Syrii, w muhafazie Aleppo. W 2004 roku liczyła 1844 mieszkańców.